# Gazeley
Gazeley is een civil parish in het bestuurlijke gebied Forest Heath, in het Engelse graafschap Suffolk met 686 inwoners.

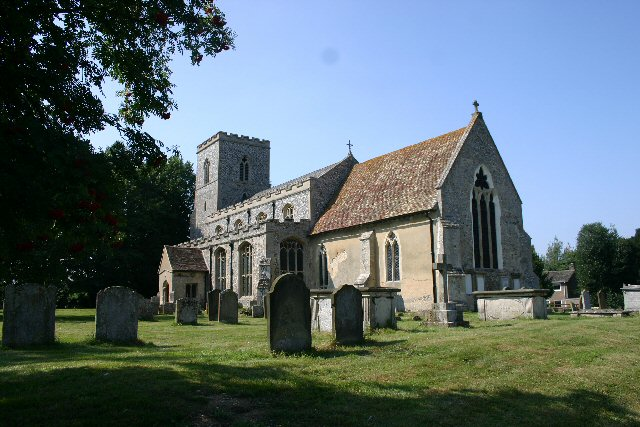
All Saints